# Ion Ciosescu
Ion Ciosescu (* 8. April 1935; † 15. Februar 2014) war ein rumänischer Fußballspieler.

## Sportlicher Werdegang
Mit Beginn seines Medizinstudiums wechselte Ciosescu 1954 zum Știința Timișoara in die Divizia A, für den er in seinem Debütspiel gegen Jiul Petroșani direkt sein erstes Tor erzielte. Bis zum Saisonende gehörte er direkt zu den treffsichersten Stürmern der Meisterschaft, mit zwölf Saisontoren platzierte er sich unter den besten fünf der Torschützenliste. In der folgenden Spielzeit, als er mit Constantin Dinulescu das torgefährlichste Sturmduo der rumänischen Meisterschaft bildete, war er noch erfolgreicher und wurde mit einem Torerfolg mehr als der Mannschaftskamerad erstmals Torschützenkönig der Divizia A. Zwei Jahre später krönte er sich mit 21 Toren erneut zum Torschützenkönig, zudem gewann er durch einen 1:0-Erfolg über den FC Progresul Bukarest durch ein Tor von Petre Cădariu im Endspiel um den Cupa României mit dem Klub den ersten Titel der Vereinsgeschichte.
Nach Abschluss seines Studiums 1958 wurde Ciosescu nach Constanța versetzt, wo er bis 1964 noch für Farul Constanța auflief. In den vier Jahren für Știința Timișoara hatte er in 99 Ligaspielen 67 Tore in der höchsten Spielklasse Rumäniens erzielt.  
Fünfzig Jahre nach dem Pokaltriumph mit Știința Timișoara wurde Ciosescu im August 2008 gemeinsam mit den anderen Spieler, die den Titel geholt hatten, und Trainer Dincă Schileru zu Ehrenbürgern der Stadt Timișoara ernannt.